# Ramakrišna
Sri Ramakrišna Paramahansa (Ramkṛiṣṇa Pôromôhongśaⓘ; 18. februar 1836 – 16. avgust 1886, rođen Ramakrišna "Gadadar" Čatopadijaj) bio je indijski hinduski mistik i svetac u Bengalu 19. veka. Ramakrišna je iskusio duhovne ekstazije od malih nogu, a bio je pod uticajem nekoliko religioznih tradicija, uključujući predanost boginji Kali, Tantri (šakta), Vajšnavi (bakti), i Advajti Vedanti. Kao sveštenik u hramu Dakšinešvar Kali, njegov mistični temperament i ekstazije postepeno su dovele do njegovog priznanja, privlačeći sebi razne duhovne učitelje, društvene vođe, laičke sledbenike i na kraju učenike. Poštovanje i divljenje prema njemu među bengalskom elitom doveli su do toga da je njegov glavni sledbenik Svami Vivekananda osnovao Ramakrišna mat, koji pruža duhovno usavršavanje monaha i poklonika, i misiju Ramakrišna radi pružanja dobrotvornog rada i obrazovanja.

## Literatura
- Adiswarananda, Swami (2005), The Spiritual Quest and the Way of Yoga: The Goal, the Journey and the Milestones
- Atmajnanananda, Swami (avgust 1997). „Scandals, cover-ups, and other imagined occurrences in the life of Ramakrishna: An examination of Jeffrey Kripal's Kali's child”. International Journal of Hindu Studies. Netherlands: Springer. 1 (2): 401—420. doi:10.1007/s11407-997-0007-8.
- Balagangadhara, S. N.; Claerhout, Sarah (2008). „Are Dialogues Antidotes to Violence? Two Recent Examples from Hinduism Studies” (PDF). Journal for the Study of Religions and Ideologies. 7 (19): 118—143. Архивирано из оригинала (PDF) 20. 08. 2009. г. Приступљено 30. 11. 2019.
- Beckerlegge, Gwilym (mart 2006). Swami Vivekananda's Legacy of Service. Oxford University Press. ISBN 978-0-19-567388-3.
- Bennett, A.E. (1962). „Psychiatric aspects of psychomotor epilepsy”. Calif Med. 97: 346—9. PMC 1575714 . PMID 13967457.
- Bhattacharyya, Somnath. „Kali's Child: Psychological And Hermeneutical Problems”. Infinity Foundation. Архивирано из оригинала 4. 10. 2007. г. Приступљено 15. 3. 2008.
- Bhawuk, Dharm P.S. (februar 2003). „Culture's influence on creativity: the case of Indian spirituality”. International Journal of Intercultural Relations. Elsevier. 27 (1): 8. doi:10.1016/S0147-1767(02)00059-7.
- Brodd, Jeffrey; Sobolewski, Gregory (2003). World Religions: A Voyage of Discovery. Saint Mary's Press.
- Chatterjee, Partha (1993), The Nation and Its Fragments: Colonial and Postcolonial Histories, Princeton University Press, стр. 296, ISBN 978-0-691-01943-7
- Clarke, Peter Bernard (2006). New Religions in Global Perspective. Routledge.
- Feuerstein, Georg (2002). The Yoga Tradition. Motilal Banarsidass.
- Gupta, Mahendranath ("M."); Nikhilananda, Swami (1942). The Gospel of Sri Ramakrishna. Ramakrishna-Vivekananda Center. ISBN 0-911206-01-9. Архивирано из оригинала 14. 03. 2008. г. Приступљено 30. 11. 2019.
- Gupta, Mahendranath ("M."); Dharm Pal Gupta (2001). Sri Sri Ramakrishna Kathamrita. Sri Ma Trust. ISBN 978-81-88343-00-3. Архивирано из оригинала 12. 03. 2007. г. Приступљено 30. 11. 2019.
- Harding, Elizabeth U. (1998). Kali, the Dark Goddess of Dakshineswar. Motilal Banarsidass. ISBN 978-81-208-1450-9.
- Heehs, Peter (2002). „Ramakrishna Paramahamsa”. Indian Religions. Orient Blackswan.
- Hixon, Lex (2002). Great Swan: Meetings With Ramakrishna. Burdett, N.Y.: Larson Publications. ISBN 978-0-943914-80-0.
- Isherwood, Christopher (1980). Ramakrishna and His Disciples. Hollywood, Calif: Vedanta Press. ISBN 978-0-87481-037-0. (reprint, orig. 1965)
- Jackson, Carl T. (1994). Vedanta for the West. Indiana University Press. ISBN 978-0-253-33098-7.
- Jestice, Phyllis G. (2004). Holy People of the World: A Cross-cultural Encyclopedia. ABC-CLIO. ISBN 978-1-57607-355-1.
- Jonte-Pace, Diane Elizabeth (2003). „Freud as interpreter of religious texts and practices”. Teaching Freud. Oxford University Press US. стр. 94.
- Katrak, Sarosh M. (2006). „An eulogy for Prof. Anil D. Desai”. Annals of Indian Academy of Neurology. 9 (4): 253—254.
- Kripal, Jeffery J. (1995), Kali's Child: The Mystical and the Erotic in the Life and Teachings of Ramakrishna, University of Chicago Press
- McDaniel, June (2011). „Book Review: "Interpreting Ramakrishna: Kali's Child Revisited"”. Journal of Hindu-Christian Studies. 24. doi:10.7825/2164-6279.1489.
- Müller, Max (1898). Ramakrishna: His Life and Sayings. Great Britain: LONGMANS, GREEN, AND CO. ISBN 978-81-7505-060-0.
- Neevel, Walter G.; Smith, Bardwell L. (1976). „The Transformation of Ramakrishna”. Hinduism: New Essays in the History of Religions. Brill Archive.
- Parsons, William B. (2005), „Psychology”,  Ур.: Jones, Lindsay, MacMillan Encyclopedia of Religion, MacMillan
- Raab, Kelley Ann (1995). „Is There Anything Transcendent about Transcendence? A Philosophical and Psychological Study of Ramakrishna”. Journal of the American Academy of Religion. London: Oxford University Press. 63 (2): 321—341. JSTOR 1465404. doi:10.1093/jaarel/LXIII.2.321.
- Rajagopalachari, Chakravarti (1973). Sri Ramakrishna Upanishad. Vedanta Press. ASIN B0007J1DQ4.
- Ramaswamy, Krishnan; Antonio de Nicolas (2007). Invading the Sacred: An Analysis of Hinduism Studies in America. Delhi, India: Rupa & Co. ISBN 978-81-291-1182-1.
- Rolland, Romain (1929). The Life of Ramakrishna. Vedanta Press. ISBN 978-81-85301-44-0.
- Swami Prabhavananda (2019), Religion in Practice, Routledge
- Saradananda, Swami; Jagadananda, Swami (1952), Sri Ramakrishna The Great Master, Sri Ramakrishna Math, ASIN B000LPWMJQ
- Saradananda, Swami; Chetanananda, Swami (2003). Sri Ramakrishna and His Divine Play. St. Louis: Vedanta Society. ISBN 978-0-916356-81-1.
- Schneiderman, Leo (1969). „Ramakrishna: Personality and Social Factors in the Growth of a Religious Movement”. Journal for the Scientific Study of Religion. London: Blackwell Publishing. 8 (1): 60—71. JSTOR 1385254. doi:10.2307/1385254.
- Sen, Amiya P. (2001). Three essays on Sri Ramakrishna and his times. Indian Institute of Advanced Study. ISBN 9788185952871.
- Sen, Amiya P. (jun 2006). „Sri Ramakrishna, the Kathamrita and the Calcutta middle classes: an old problematic revisited”. Postcolonial Studies. 9 (2): 165—177. doi:10.1080/13688790600657835.
- Sil, Narasingha (1998). Ramakrishna Revisited. Lanham: University Press of America. ISBN 978-0761810520.
- Sen, Amiya P. (2010). Ramakrishna Paramahamsa: Sadhaka of Dakshineswar. Penguin Books Limited. ISBN 978-81-8475-250-2.
- Smart, Ninian (28. 6. 1998). The World's Religions. Cambridge University Press. ISBN 978-0-521-63748-0.
- Smith, Bardwell L. (1976). Hinduism: New Essays in the History of Religions. Brill Archive.
- Smith, Bardwell L. (1982), Hinduism: New Essays in the History of Religions, BRILL
- Spivak, Gayatri Chakravorty (2008). Other Asias. Wiley-Blackwell. ISBN 978-1-405-10206-3.
- Tyagananda; Vrajaprana (2010). Interpreting Ramakrishna: Kali's Child Revisited. Delhi: Motilal Banarsidass. стр. 410. ISBN 978-81-208-3499-6.
- Urban, Hugh (1998). „Review of Kripal's "Kālī's Child: The Mystical and the Erotic in the Life and Teachings of Ramakrishna"”. The Journal of Religion. 78 (2): 318—320. JSTOR 1205982. doi:10.1086/490220.
- Vivekananda (2005), Prabuddha Bharata, 110, Advaita Ashrama
- Zaleski, Philip (2006). „The Ecstatic”. Prayer: A History. Mariner Books.
- Gupta, Mahendranath, The Gospel of Sri Ramakrishna, Превод: Swami Nikhilananda, Chennai: Sri Ramakrishna Math
- Neevel, Walter G.; Smith, Bardwell L. (1976). „The Transformation of Ramakrishna”. Hinduism: New Essays in the History of Religions. Brill Archive.
- Sen, Amiya P. (2010). Ramakrishna Paramahamsa: Sadhaka of Dakshineswar. Penguin Books Limited. ISBN 978-81-8475-250-2.
- Jeffrey J. Kripal (1995), Kali's Child: The Mystical and the Erotic in the Life and Teachings of Ramakrishna. First edition. University of Chicago Press.
- Shourie, Arun (2017), Two Saints: Speculations around and about Ramakrishna Paramahamsa and Ramana Maharishi., Harper Collins.
- Tyagananda; Vrajaprana (2010). Interpreting Ramakrishna: Kali's Child Revisited. Delhi: Motilal Banarsidass. ISBN 978-81-208-3499-6.
- Advaita Ashrama. Ramakrishna on Himself. Advaita Ashrama. ISBN 978-81-7505-812-5.

## Spoljašnje veze
- Ramakrišna na veb-sajtu  (језик: енглески)
- Ramakrišna на сајту Internet Archive (језик: енглески)